# Cyclostremella californica
Cyclostremella californica är en snäckart som beskrevs av Bartsch 1907. Cyclostremella californica ingår i släktet Cyclostremella och familjen Pyramidellidae. Inga underarter finns listade i Catalogue of Life.